# Жидков Костянтин Сергійович
Костянтин Сергійович Жидков (нар. 23 травня 1979, м. Харків) — український держслужбовець, доктор філософії з публічного управління та адміністрування, Полковник ЗСУ, заступник командира 111-тої окремої бригади територіальної оборони, заслужений майстер спорту.
Одружений з Жидковою Оленою Володимирівною, виховує сина та доньку.

## Біографія

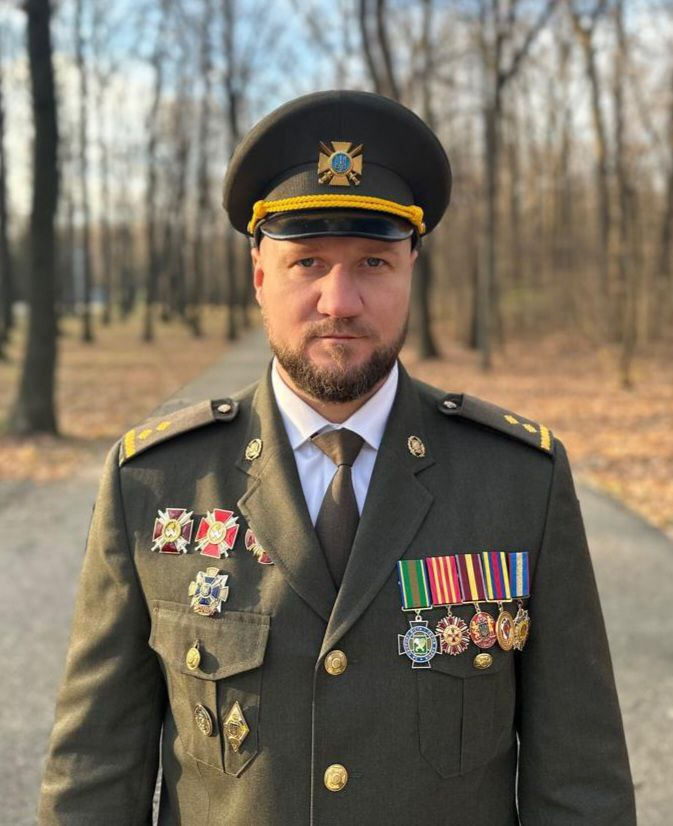

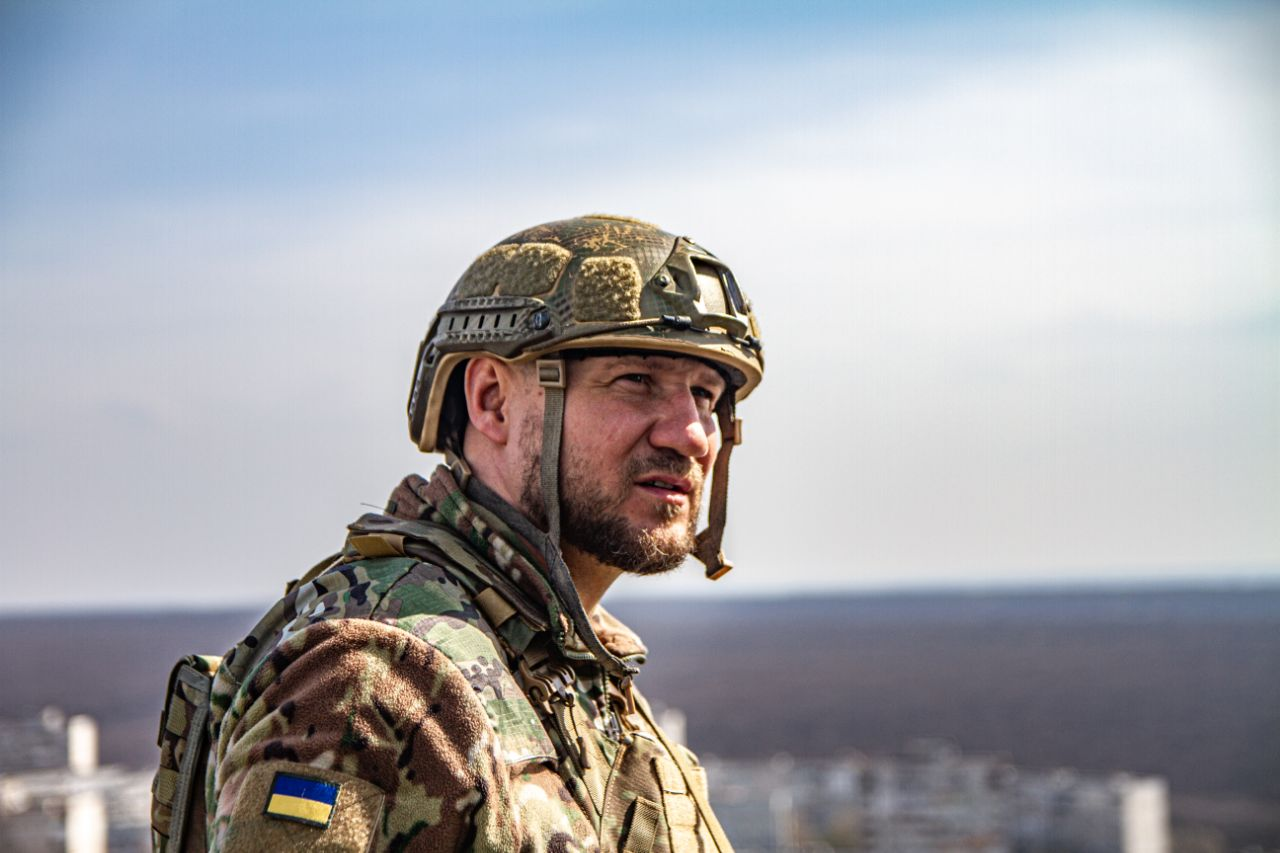

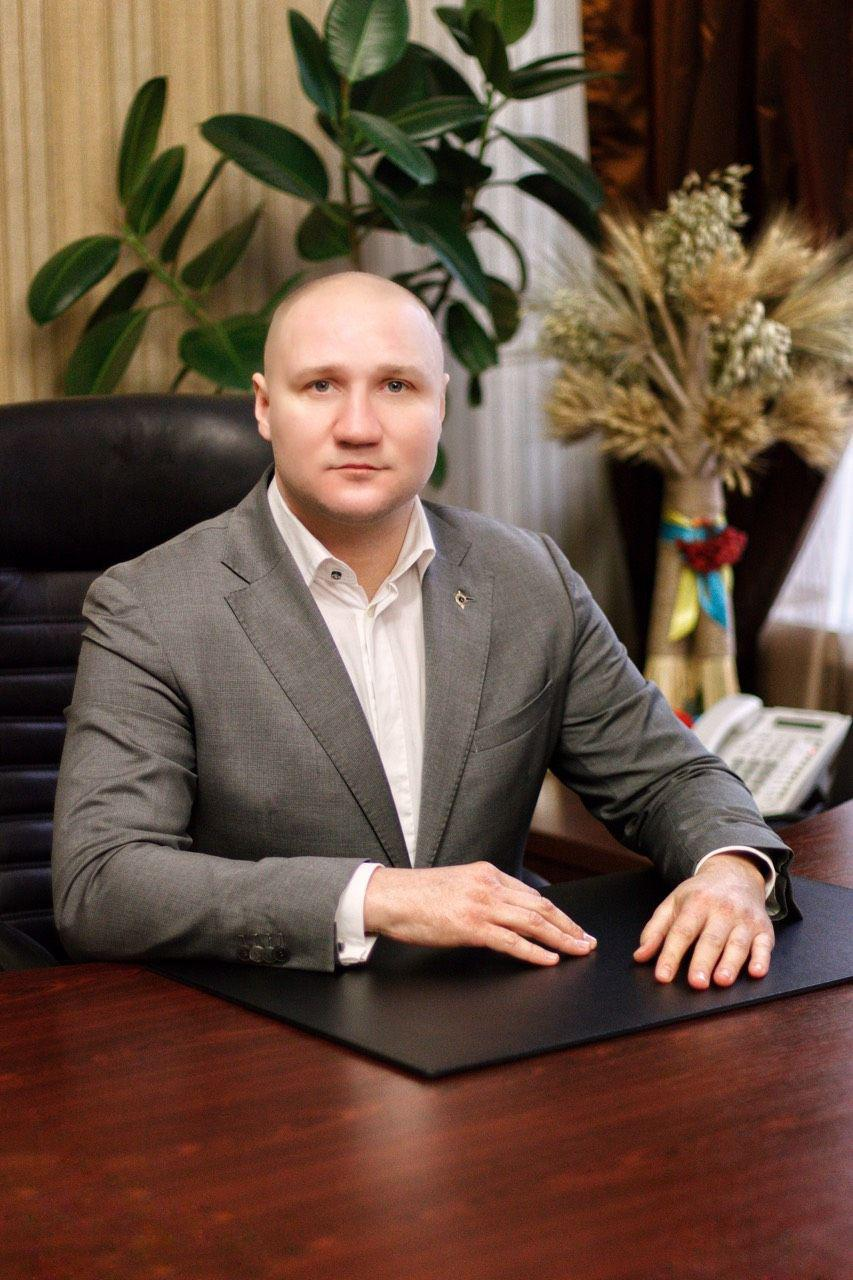

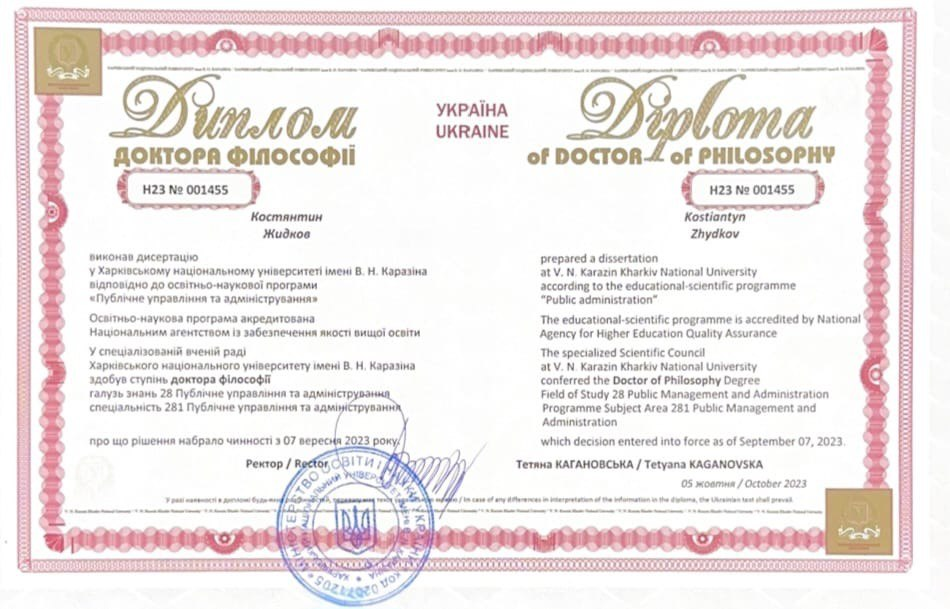

У 1996 році закінчив загальноосвітню середню школу № 88 у Харкові.
У 2001 році закінчив Бердянський інститут підприємництва за спеціальністю «Менеджмент організацій. Правове забезпечення підприємницької діяльності».
У 2001—2002 роках проходив строкову службу в Збройних Силах України.
З 2002 по 2005 рік працював в Управлінні СБУ Харківської області, відділі «А», спецпідрозділі «Альфа» СБУ. Входить у Міжнародну Асоціацію ветеранів підрозділів антитерору «Альфа».
З 2005 по 2011 роки очолює службу безпеки торговельної групи «TARGET».
У 2011 році засновник, директор охоронного агентства РОА «Шерхан».
У 2011 році закінчив Харківський регіональний інститут державного управління при Президенті України за спеціальністю «Державне управління». Тема магістерської роботи: «Антитерористична політика як фактор суспільної стабільності».
У 2012 році закінчив Національний університет «Юридична академія України імені Ярослава Мудрого» за спеціальністю «Правознавство».
У 2014 році — Наказом (№ 80-П від 06.06.2014 р) Міністра аграрної політики України призначений виконуючим обов'язки директора Харківського заводу шампанських вин.
З 2015 року директор аграрного холдингу ТОВ «Докучаївські чорноземи».
У квітні 2016 року Костянтин Жидков виграв конкурс і був призначений першим заступником голови Валківської районної державної адміністрації. 
У 2017 році Костянтин Жидков зайняв посаду голови Дергачівської районної державної адміністрації за результатами конкурсу.
У 2019 році був звільнений з посади голови Дергачівської районної державної адміністрації Харківської області у зв'язку з закінченням повноважень Президента України, згідно з розпорядженням Президента України № 212/2019-рп.
З 2018 року аспірант Харківського регіонального інституту державного управління Національної академії державного управління при Президентові України.
У 2020 році призначено радником патронатної служби голови Сумської обласної державної адміністрації.
З 2022 року командир 228-го окремого батальйону територіальної оборони Збройних сил України.
У травні 2022 року отримав військове звання підполковника ЗСУ.
У 2023 році захистив дисертацію "Публічне управління сталим місцевим розвитком в умовах децентралізації" та здобув ступінь доктора філософії з публічного управління та адміністрування.
У 2024 році здобув ступінь магістра в Національній академії Національної гвардії України за спеціальністю державна безпека.
У 2024 році отримав звання Полковник ЗСУ, та був призначений заступником командира 111-та окрема бригада територіальної оборони (111 ОБрТрО)

## Спортивні досягнення

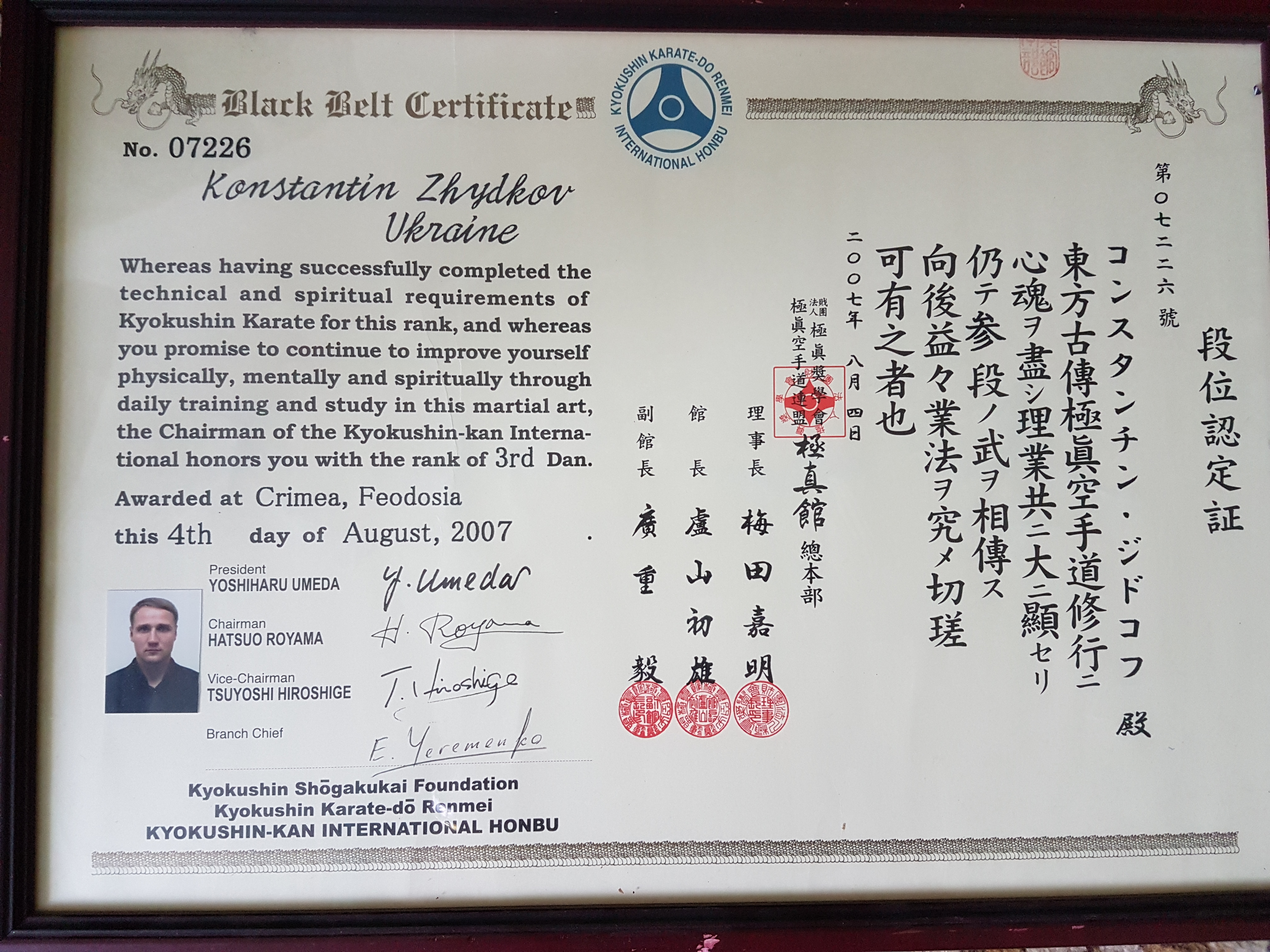
Свідоцтво про надання Костянтину Жидкову Третього Дану

Костянтин Жидков є Заслуженим майстром спорту України з військово-спортивного багатоборства[відсутнє в джерелі], володіє чорним поясом, III Даном з кіокушин карате. Провів 116 боїв, здобув 105 перемог з них 62 нокаутом, і завоював такі титули:

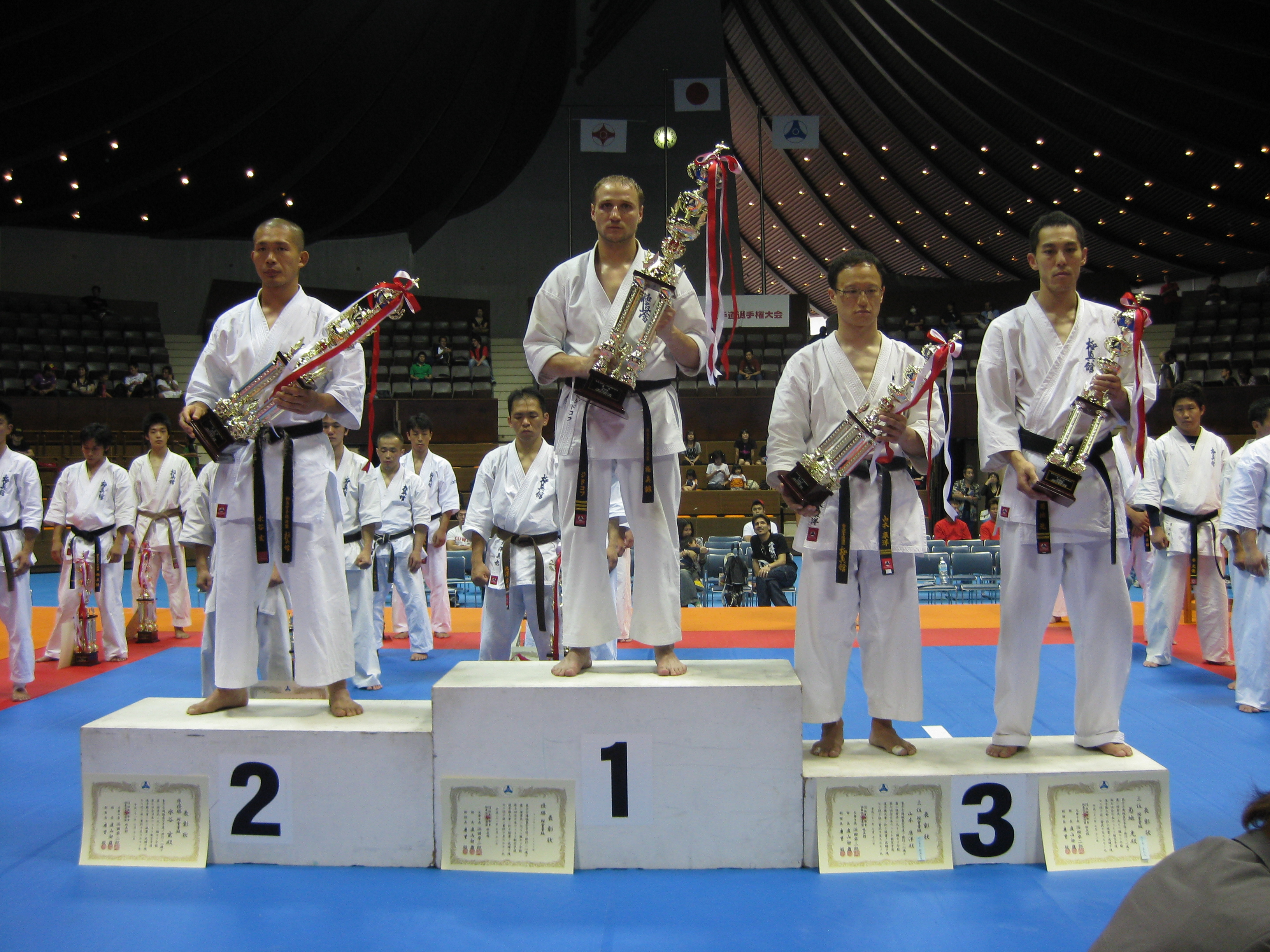
Костянтин Жидков на нагородженні переможців Чемпіонату Японії з карате

- Чемпіон Японії Кіокушин-кан Карате Синкен-Сьобу в розділі куміте[2];
- чотириразовий чемпіон світу і дворазовий чемпіон Європи з військово-спортивного багатоборства[1];
- Чемпіон Європи з кемпо[3];
- багаторазовий чемпіон України з кікбоксингу.

Тренер з карате: тренер першої категорії, полковник служби цивільного захисту, начальник кафедри фізичної підготовки Університету цивільного захисту України Краснокутський Микола Іванович. З кікбоксингу — майстер спорту, заслужений тренер України Батлук Олександр Іванович.
Президент Харківського обласного центру Кіокушин карате-до Ренмей з 2011 року.

## Громадська діяльність та благодійність
Костянтин Жидков активно займається благодійністю та громадською діяльністю. Він не лише займається спортом і вболіває за українських спортсменів, але й активно бере участь в житті талановитої молоді, надаючи їй матеріальну підтримку. Серед його підопічних непереможений український боксер-професіонал, призер Олімпійських Ігор в Лондоні Олександр Гвоздик, чемпіонка України з боксу Юлія Циплакова та Станіслав Пержановский — Чемпіон України з тайського боксу, переможець турніру «Супер Муей Тай».
Під час масових заворушень у Харкові навесні 2014 року Костянтин Жидков брав участь в обороні і звільненні приміщення Харківської ОДА від сепаратистів, за що нагороджений Подякою від Голови ХОДА. З початком антитерористичної операції на Донбасі активно бере участь у волонтерському русі: підтримує добровольчі батальйони і бійців ВСУ, організовує збір і передачу матеріальних засобів і придбаного обладнання в зону проведення АТО.

### Нагороди
Неодноразово нагороджений нагородами почесними грамотами, цінними подарунками, медалями та нагородами від Служби Безпеки України, Української Православної Церкви та Харківської ОДА. Зазначені серед них:
- у 2003 році — нагороджений цінним подарунком «За вагомий особистий внесок у захист державних інтересів України», за поданням Голови Служби безпеки України (наручний годинник);
- у вересні 2004 року — відзначений Грамотою «За сумлінне ставлення до виконання своїх службових обов'язків, високі спортивні досягнення», Управління СБУ Харківської області;
- у січні 2012 року — відзначений грамотою «За вагомий внесок у справу забезпечення державної безпеки України», Управління СБУ Харківської області;
- у жовтні 2013 року — відзначений грамотою «За вагомий внесок у справу забезпечення державної безпеки України», Управління СБУ Харківської області;
- у 2015 році — орден Святого Великомученика і Побідоносця Георгія;
- у жовтні 2015 року — медаль «За гідність і патріотизм»;
- 2016 рік — подяка «За активну громадянську позицію, проявлену мужність при звільненні та оборони будівлі Харківської обласної державної адміністрації під час масових заворушень навесні 2014 року» від Голови Харківської обласної державної адміністрації;
- 2017 рік — відзнака «За заслуги» І ступеня Харківського обласного військового комісаріату, наказ № 583, від 10.10.2017 р.
- 2018 рік — відзначений почесним нагрудним знаком «За заслуги перед Збройними Силами України» від начальника Генерального штабу — Головнокомандувача Збройних Сил України, наказ № 543, від 11.10.2018 р.
- у серпні 2019 — надано звання «Почесний громадянин Проходівської сільської ради», за рішенням Проходівської сільської ради LIX сесії VII скликання.
- у серпні 2019 — надано звання «Почесний громадянин Дергачівського району», за рішенням Дергачівської Районної Ради XLVI сесії VII скликання.
- у червні 2019 — надано звання «Почесний громадянин міста Дергачі», за рішенням Дергачівської Міської Ради LVIII сесії VII скликання.
- у 2020 році — отримав відзнаку обласної ради «Слобожанська слава».
- у 2022 році — нагороджений орденом Богдана Хмельницького III ступеня. Указ Президента України № 265/2022
- у 2022 році — нагороджений орденом Богдана Хмельницького II ступеня. Указ Президента України № 449/2022

[Архівовано 21 квітня 2022 у Wayback Machine.]

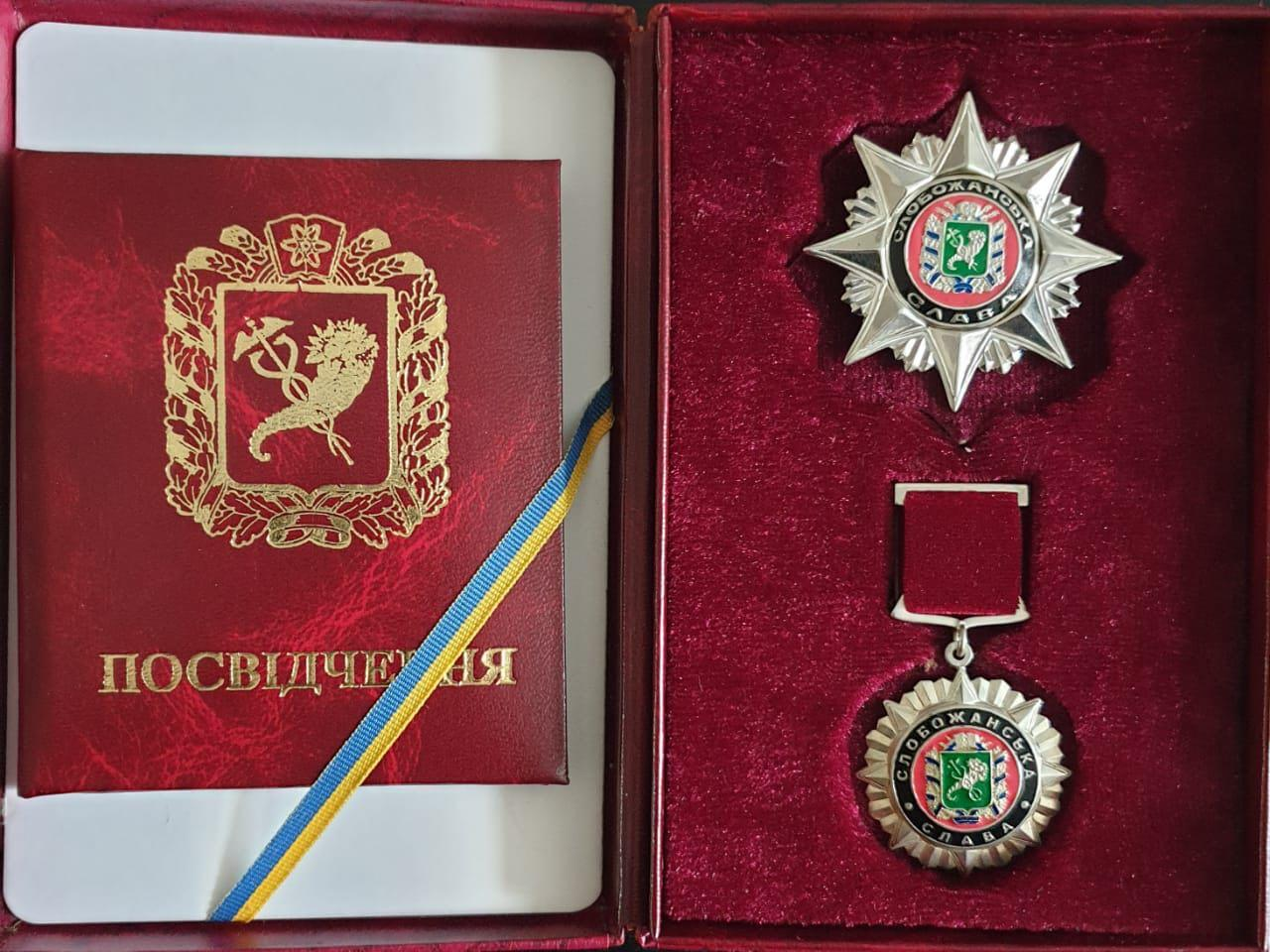
Відзнака обласної ради «Слобожанська слава» від 2020 р.

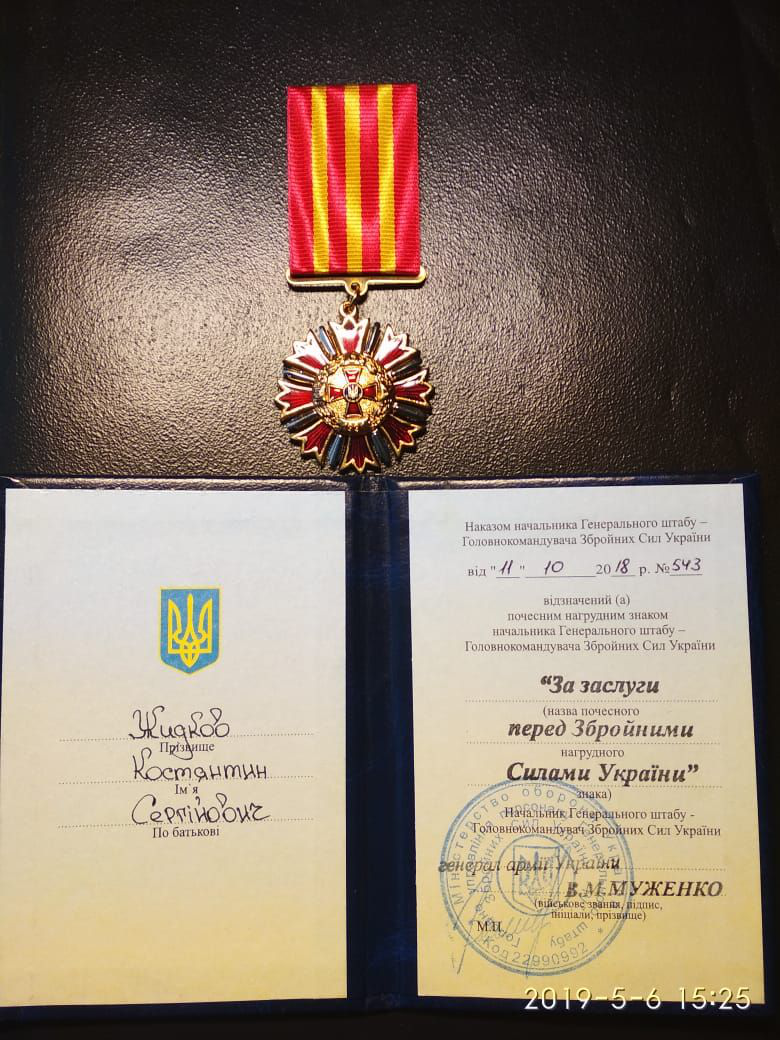
Нагрудний знак «За заслуги перед Збройними Силами України», наказ № 543, від 11.10.2018 р.

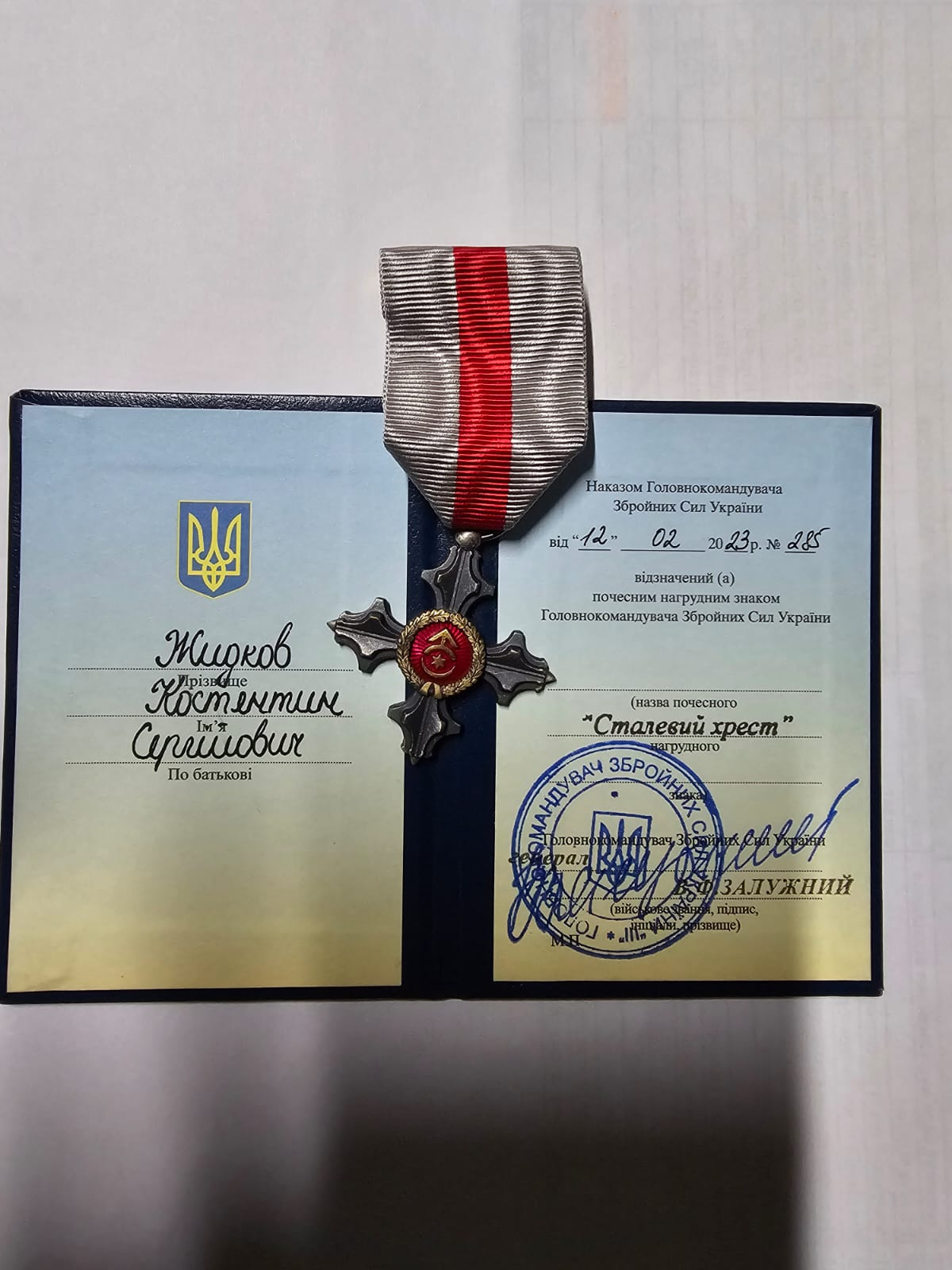
Нагрудний знак «Сталевий хрест», наказ № 285, від 12.02.2023 р.

- у 2023 році нагороджений нагрудним знаком «Сталевий хрест» наказ № 285, від 12.02.2023 р.
- у 2024 році отримав Знак пошани Харківської обласної ради "За заслуги перед Харківщиною".